# Orde del Lleó i el Sol
L'Orde del Lleó i el Sol (farsi نشان افتخار شیر و خورشید) és un orde militar creat en 1808 pel rei de Pèrsia Fat·h-Alí Xah Qajar, qui va crear aquest orde de cavalleria per recompensar als eatrangers que prestessin serveis importants al seu regne i persona i per donar als ambaixadors i als del seu seguici una prova de la seva estima i distinció.

## Classes
Aquesta ordre es divideix en tres classes:
- la divisa de la primera és una creu de sis puntes formada per tres cilindres, un en pal i dos en aspa, d'esmalt blanc, orlats i pometats d'or, carregats sobre una corona de llorer: al centre hi ha un medalló del mateix amb una terrassa al natural i un sol naixent: la cinta encarnada.
- la de la segona classe té a més una corona de príncep i es porta suspesa del coll.
- els de la tercera porten la cinta en banda i una placa de l'ordre encastada de pedres precioses, segons el gust i els mitjans del que l'usa.

## En literatura
- Anton Txékhov té una narració curta titulada El sol i el lleó. La història és d'un ancià qui "ha tingut en gran desig de rebre l'orde persa del Lleó i el Sol".